# Австро-сербська конвенція
Австро-сербська конвенція — секретна угода, підписана в Белграді 28 червня 1881 року терміном на 10 років. Австро-Угорщина погоджувалася визнати Сербію королівством та сприяти такому визнанню з боку інших європейських держав, не заважати розширенню за сприятливих обставин південних володінь Сербського князівства в напрямку долини річки Вардар за рахунок Старої Сербії та Центральної Македонії, що знаходилися під владою Туреччини. Сербія зобов'язувалась не укладати політичних угод з іноземними країнами без попередньої згоди Австро-Угорщини, не допускати на свою територію іноземні війська, не дозволяти вести на своїй території політичну, релігійну чи іншу діяльність направлену проти Австро-Угорщини й заважати такій діяльності в Боснії та Герцоговині, а також в Нові-Пазарському Санджаку. Австро-сербська конвенція була укладена за ініціативою сербського короля Мілана Обреновича який переслідував свої династичні інтереси. З укладанням цієї угоди Сербія змінила свою зовнішньополітичну орієнтацію з Росії на Австрію і слідувала цьому австрофільському курсу аж до падіння династії Обреновичів у 1903. Фактично за угодою Сербія опинилася під протекторатом Австро-Угорщини. Конвенція була продовжена в 1889 і діяла до 1 січня 1895 року.